# Stavkirke di Kaupanger
La stavkirke di Kaupanger (in norvegese Kaupanger stavkyrkje) è la più grande stavkirke nella contea di Vestland, Norvegia. È una chiesa parrocchiale della Chiesa di Norvegia nel comune di Sogndal e si trova nel villaggio di Kaupanger, sulla sponda settentrionale del Sognefjorden. È la chiesa della parrocchia di Kaupanger che fa parte del vicariato di Sogn prosti nella diocesi di Bjørgvin. Quest'edificio in legno marrone fu costruito a metà del XII secolo (intorno al 1140) e da allora è in uso. Può ospitare circa 125 persone.
La chiesa è un sito del patrimonio culturale norvegese ed è di proprietà della Società per la conservazione degli antichi monumenti norvegesi. La navata è sorretta da 22 doghe (grandi colonne portanti), otto su ciascuno dei lati più lunghi e tre su ciascuno dei più corti. Il presbiterio sopraelevato è sostenuto da quattro doghe autoportanti. La chiesa ha il maggior numero di doghe che si possano trovare in una qualsiasi chiesa a doghe. È la più grande delle cinque stavkirke della contea di Sogn og Fjordane.

## Storia
Le prime notizie storiche esistenti della chiesa risalgono all'anno 1308, ma la chiesa non fu costruita quell'anno. La prima chiesa di Kaupanger era una chiesa a doghe in legno che fu probabilmente costruita durante la metà dell'XI secolo. Non si sa molto di quella chiesa oltre al fatto che era un edificio rettangolare. All'inizio del XII secolo sullo stesso sito fu costruita una nuova chiesa a doghe in legno. Quella chiesa fu bruciata ad un certo punto (probabilmente negli anni '30 del 1100) e poi l'attuale chiesa fu costruita sullo stesso sito in seguito. Storicamente, si pensava che la chiesa fosse stata costruita alla fine del XII secolo dopo la battaglia di Fimreite, tuttavia ricerche recenti hanno cambiato questa data. La chiesa fu costruita probabilmente verso la metà del XII secolo, intorno all'anno 1140. Kaupanger era una città mercato che re Sverre bruciò nel 1184 per punire gli abitanti locali per avergli disobbedito. In precedenza si pensava che la seconda chiesa a doghe (costruita all'inizio del XII secolo) fosse andata a fuoco in questo incendio. La ricerca archeologica negli anni '60 ha rivelato che la seconda chiesa era andata a fuoco, quindi si presumeva che fosse nell'incendio del 1184. Si ritiene quindi che la chiesa attuale sia stata edificata successivamente, probabilmente intorno al 1190. Ricerche recenti, tuttavia, hanno modificato queste ipotesi. La dendrocronologia ha dimostrato che il legname utilizzato per la costruzione dell'attuale chiesa fu tagliato nel 1137. Inoltre, la saga di Sverris non fa menzione dell'incendio di questa chiesa nel momento in cui la città fu bruciata. Di conseguenza, ora si presume che la chiesa sia stata costruita intorno al 1140–1150 e che la seconda chiesa sia stata bruciata prima in un altro incendio.
Nel corso del XIII secolo la chiesa fu ampliata ad ovest di circa 3,5 metri (11 ft) alla navata . Dopo quell'aggiunta, la navata misurava circa 13 per 7,5 metri (43 ft × 25 ft) . Nel 1625 il coro fu rinnovato e ampliato. Inoltre, in quel periodo, fu rimosso il corridoio coperto che circondava la chiesa e furono aggiunte alcune piccole finestre nella navata. Nel corso dei secoli sono stati effettuati diversi interventi di restauro sia all'interno della chiesa che all'esterno. Nel 1862 fu effettuata un'importante ricostruzione, che è stata definita "modernizzazione brutale". Nuove file di finestre sono state tagliate ai lati della chiesa, sono stati installati pannelli esterni bianchi e tegole scure hanno coperto il vecchio tetto di scandole. Nel 1959–1960 fu effettuato un restauro e molte delle modifiche del 1862 furono annullate e fu riportato all'aspetto del XVII secolo. Il pulpito, la pala d'altare e il fonte battesimale che si trovano nella chiesa risalgono al 1620 o 1630. Nel 1984, il compositore Arne Nordheim si ispirò ai neumi e al suono delle campane medievali nella chiesa a doghe di Kaupanger nel comporre l'opera Klokkesong, che fu eseguita per la prima volta all'interno della chiesa come parte dell'800ª commemorazione della battaglia di Fimreite.

## Galleria d'immagini

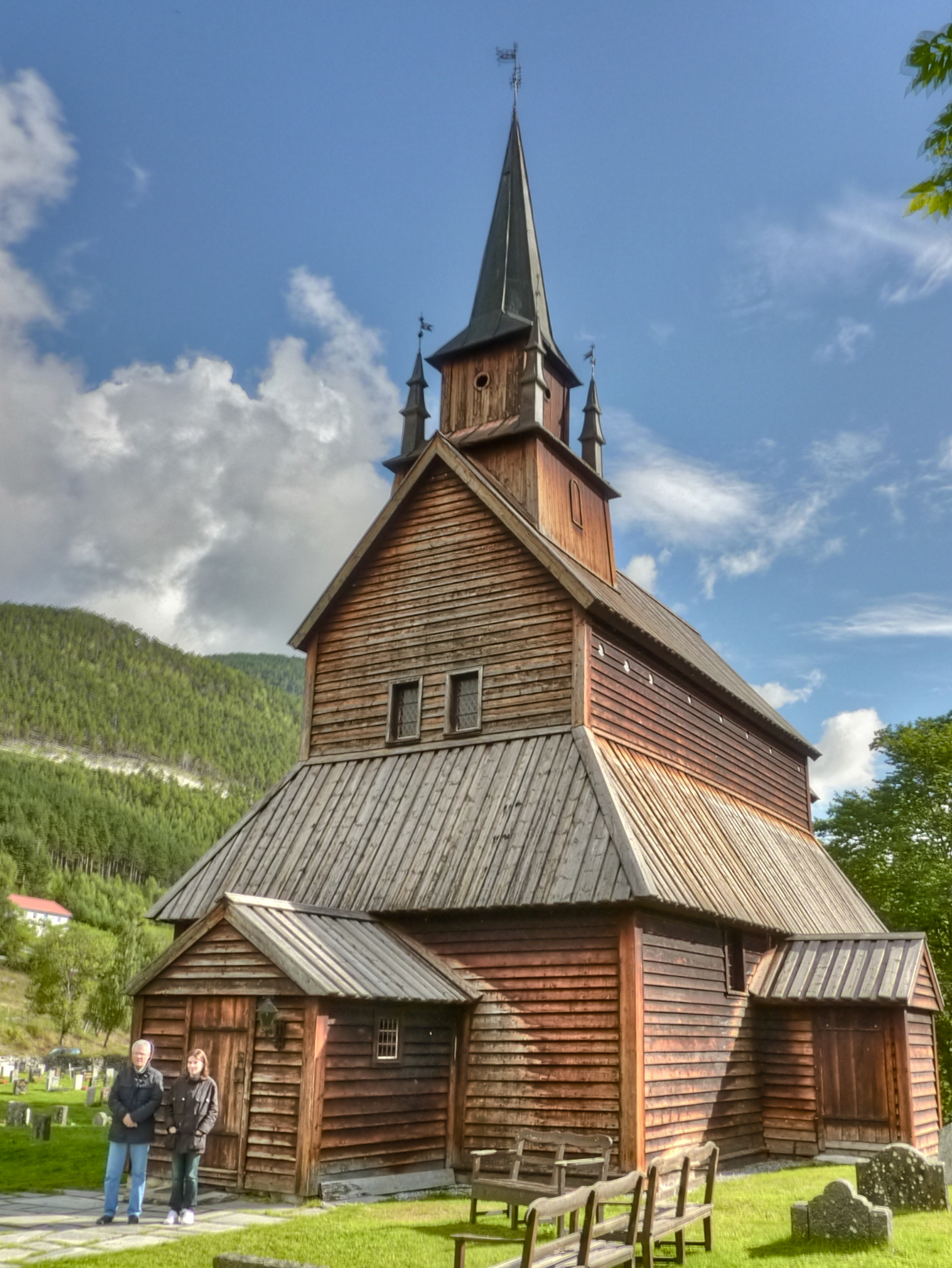
Vista frontale esterna
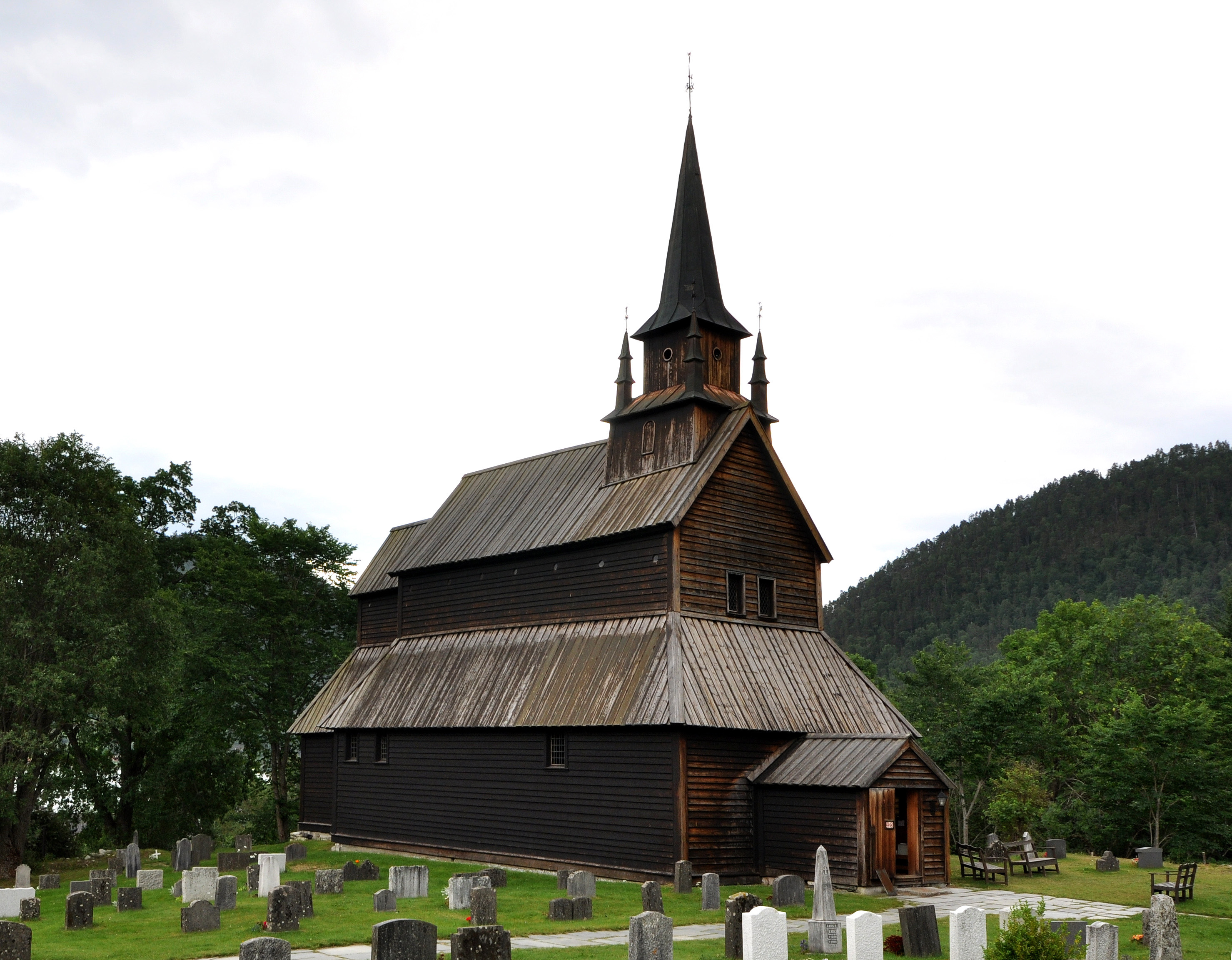
Vista laterale esterna
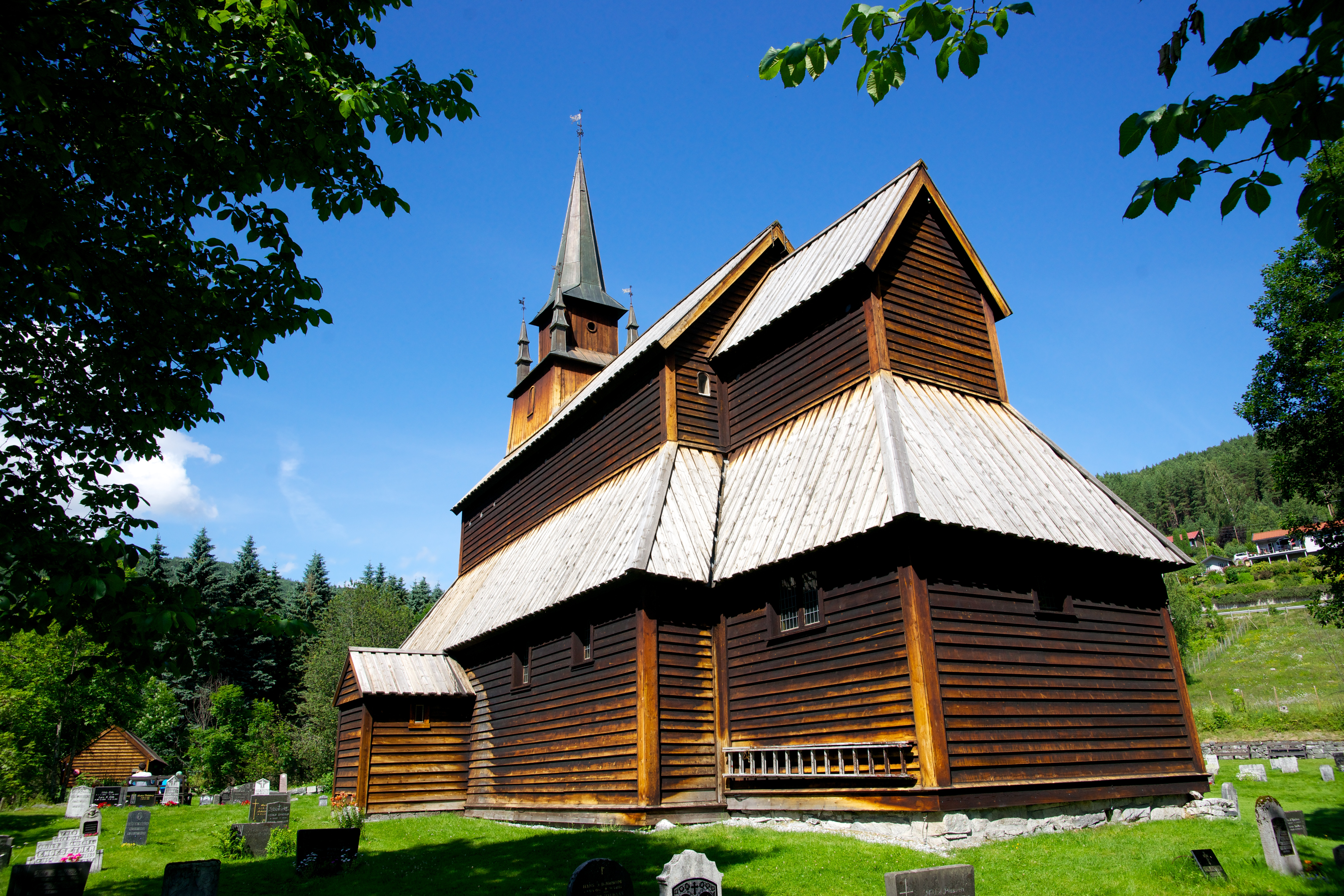
Vista posteriore esterna
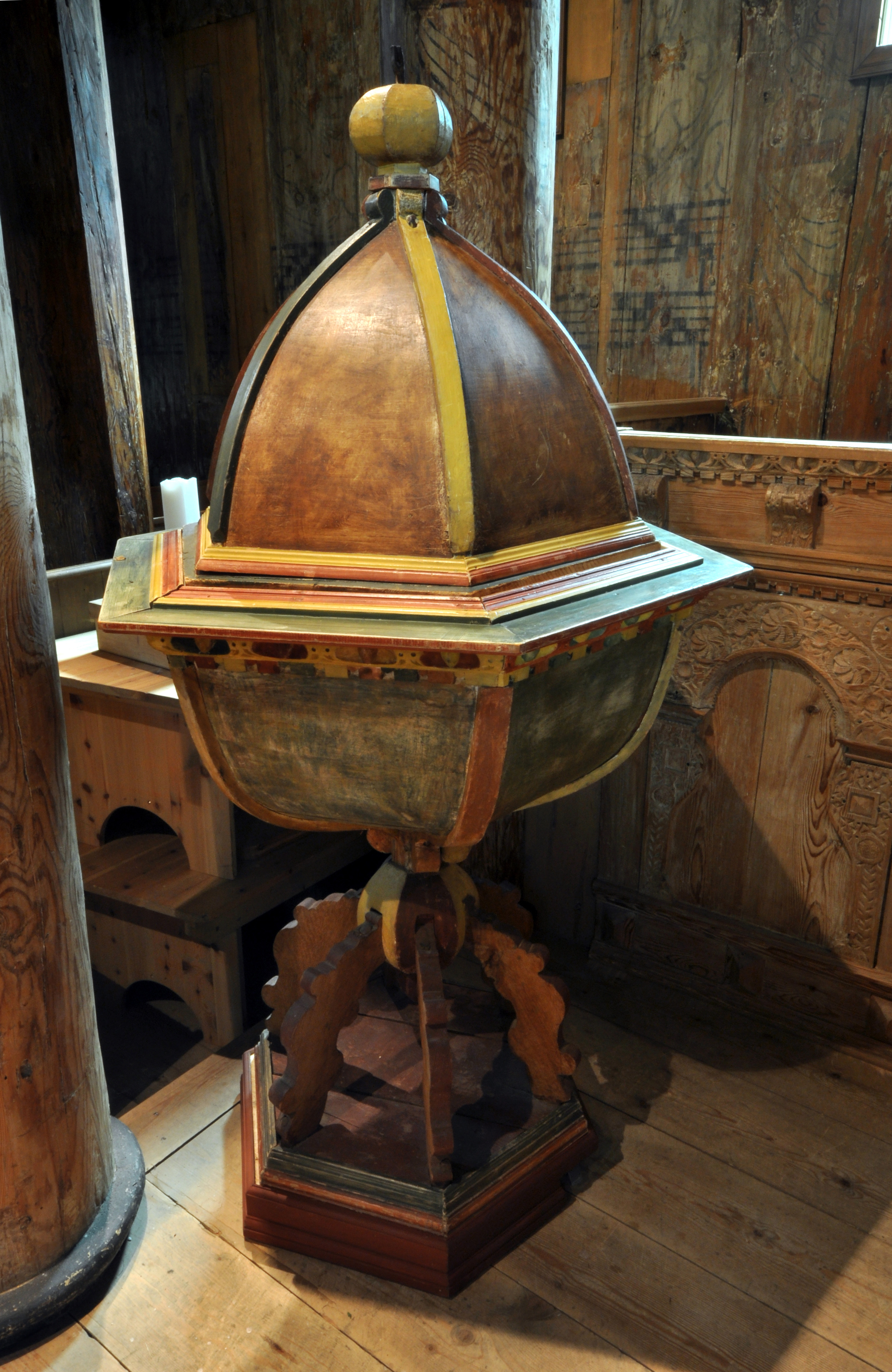
Battistero
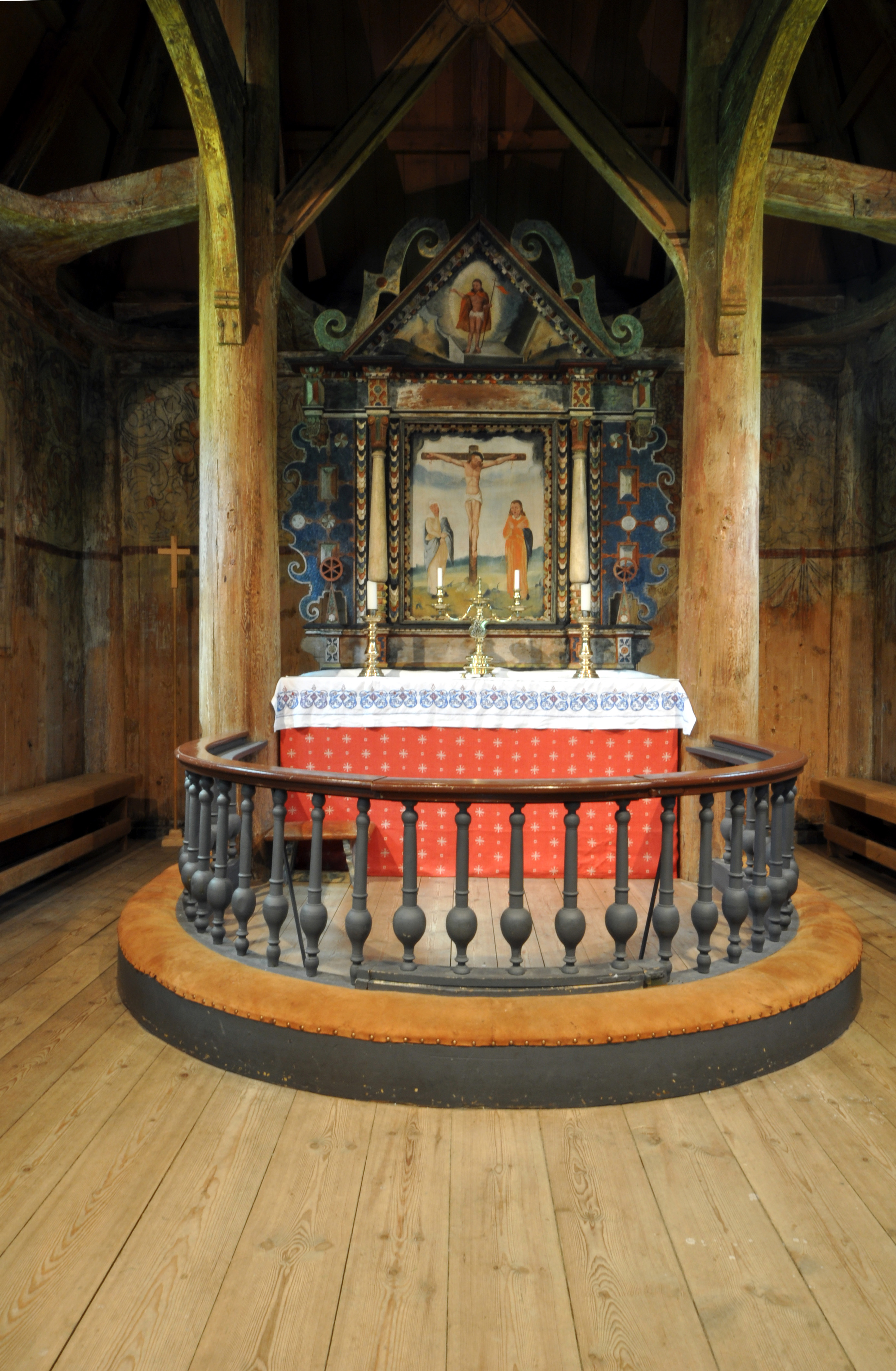
Coro
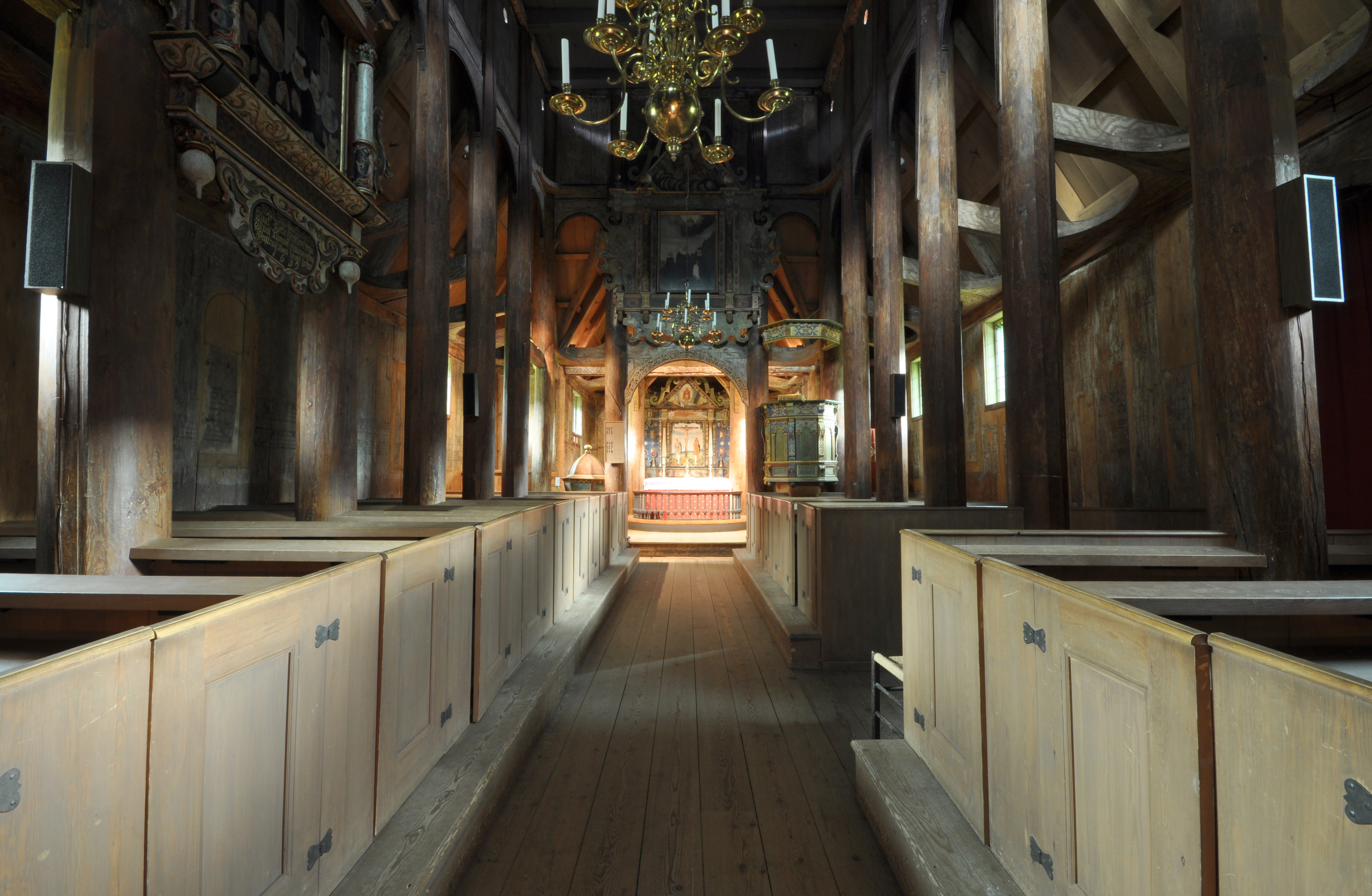
Vista interna
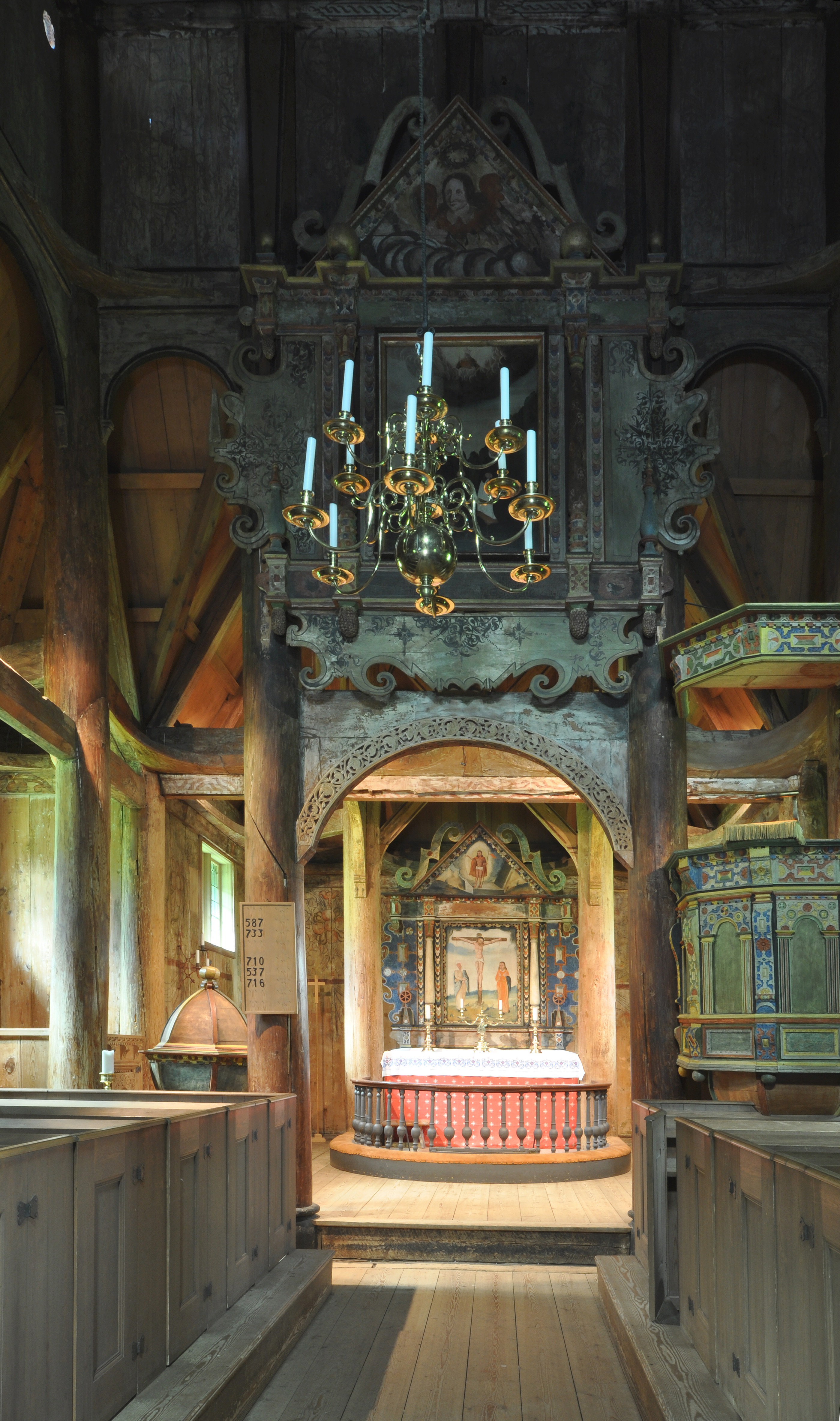
Navata
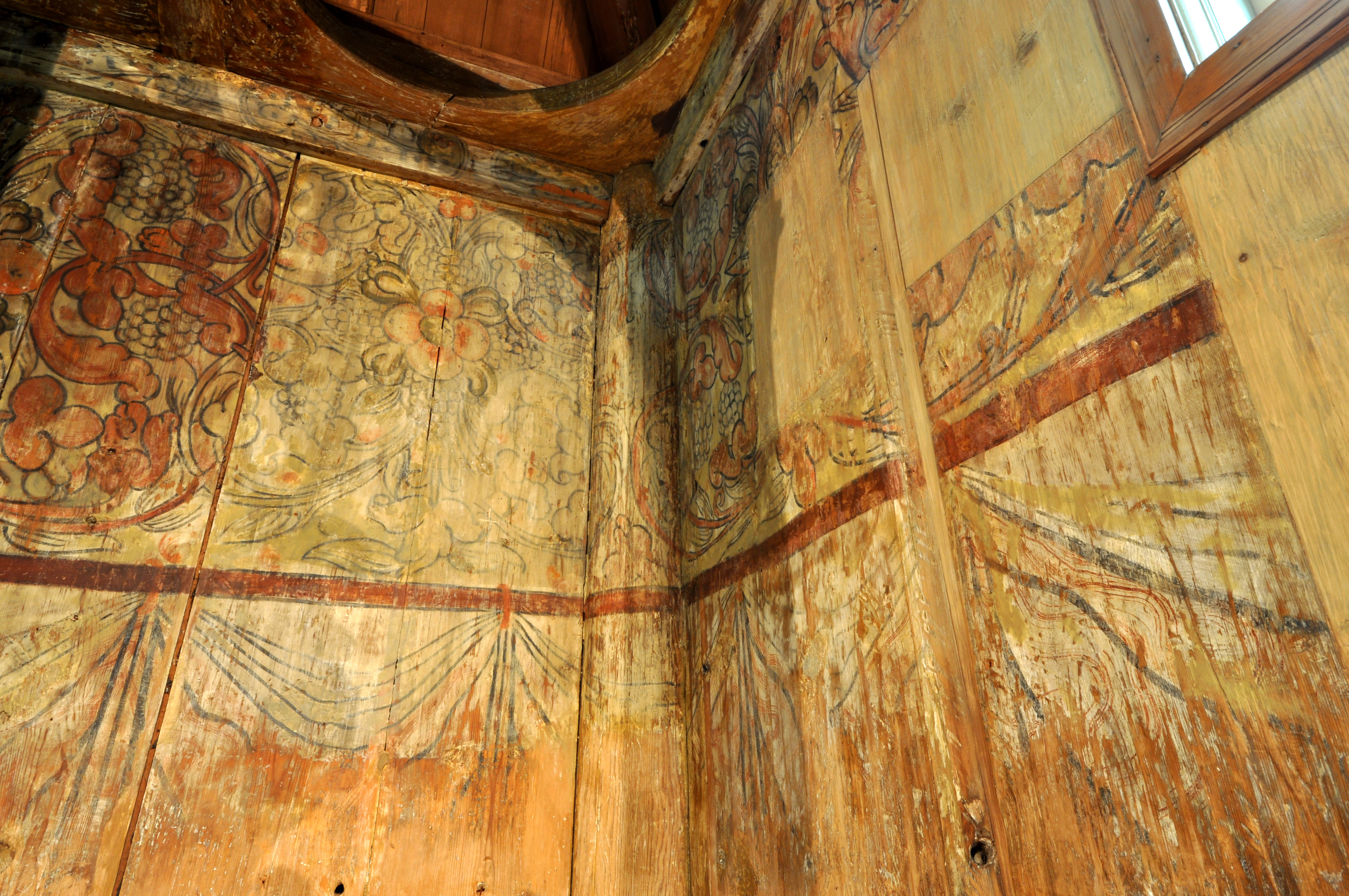
Vecchio dipinto murale
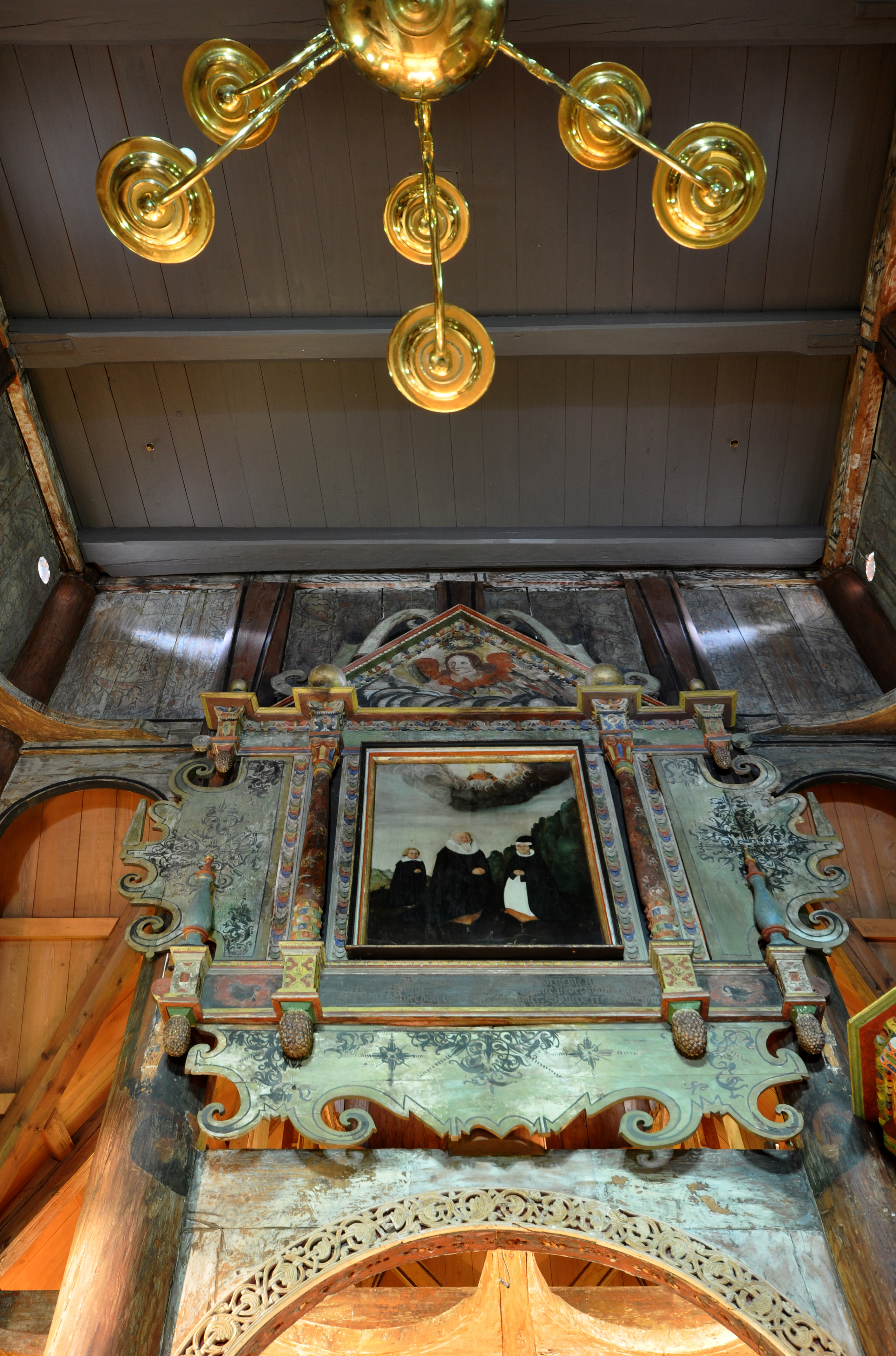
Immagine sopra il presbiterio
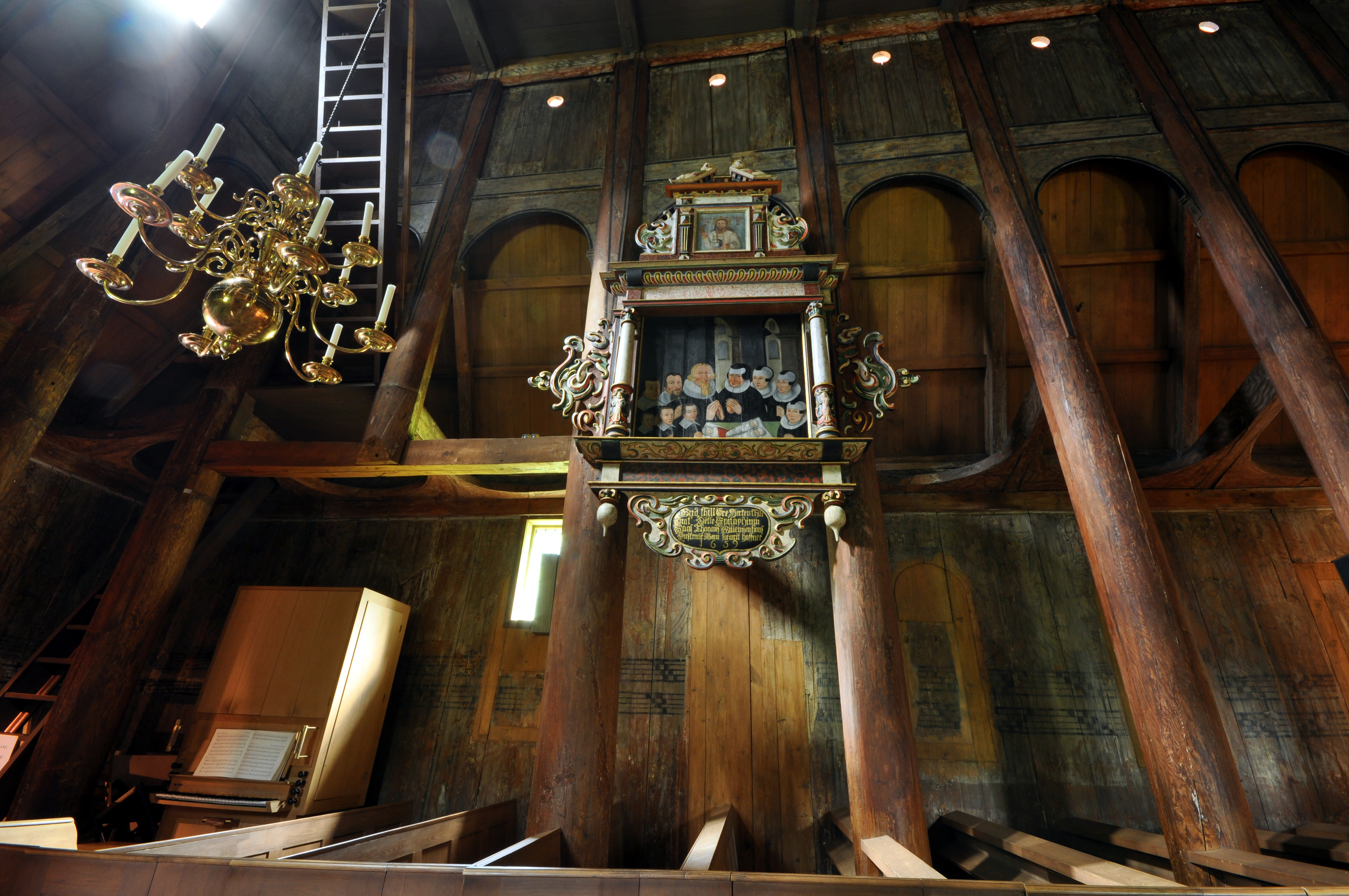
Veduta delle doghe (colonne) all'interno della chiesa
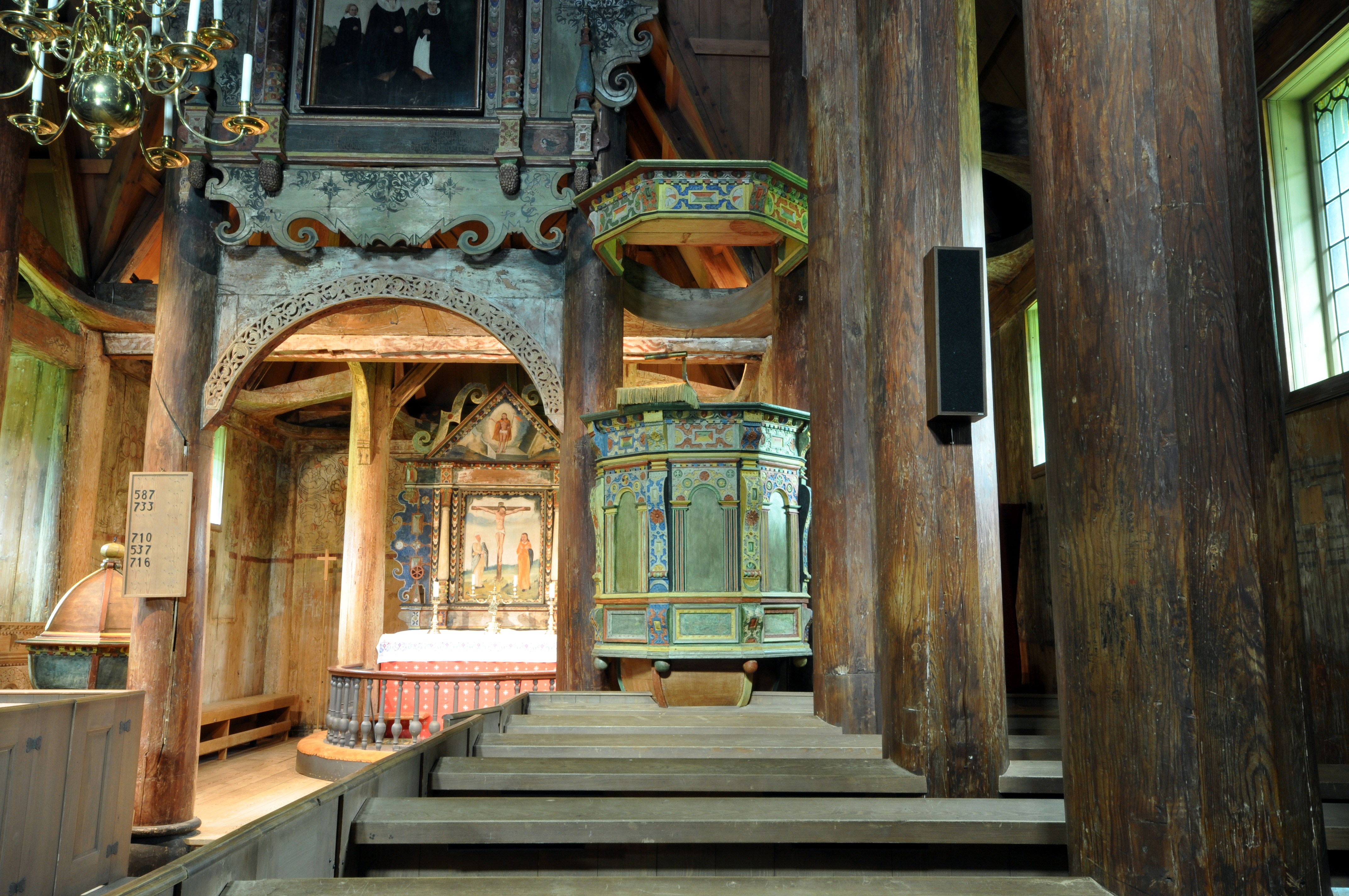
Pulpito
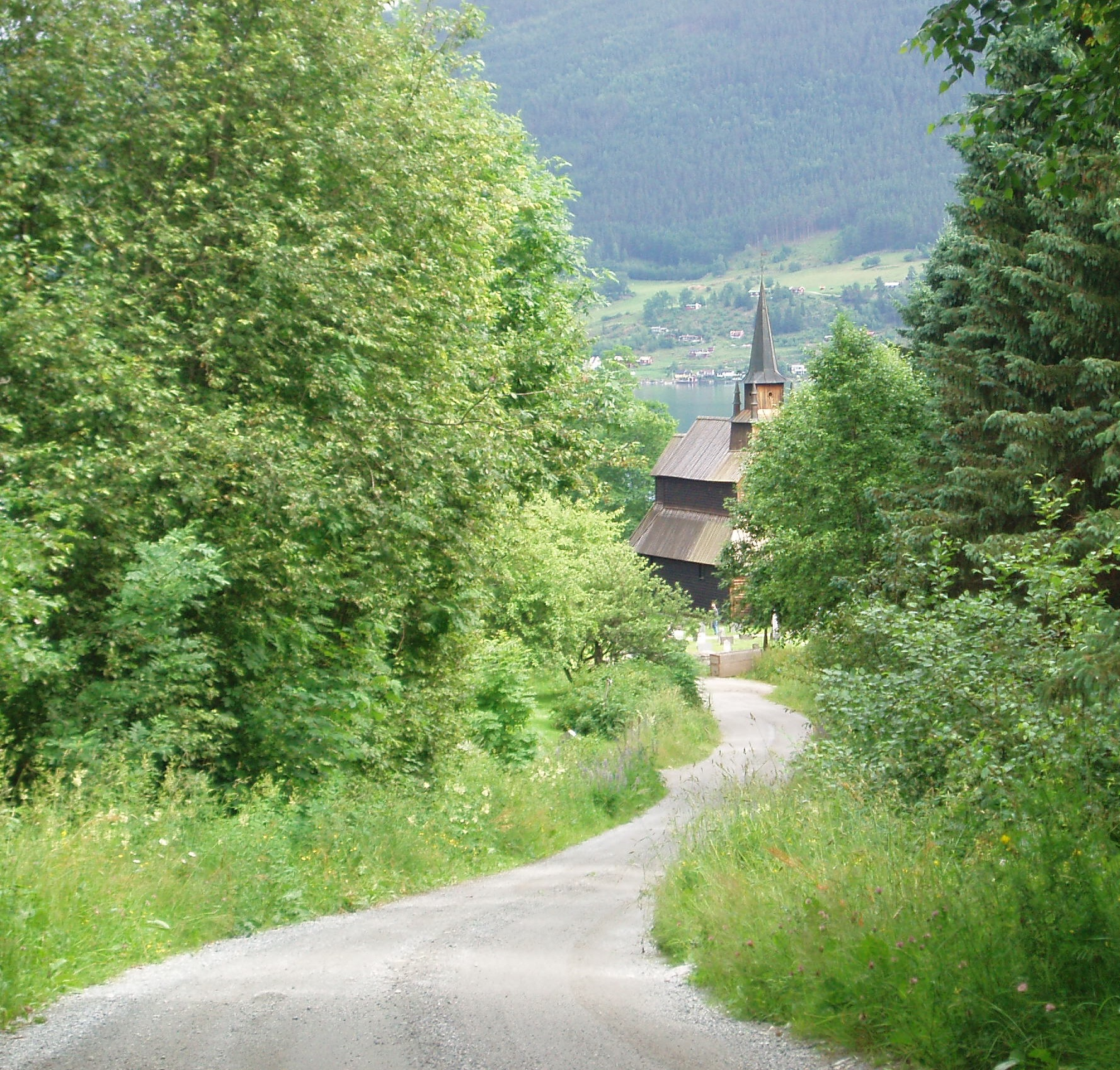
Vista da lontano
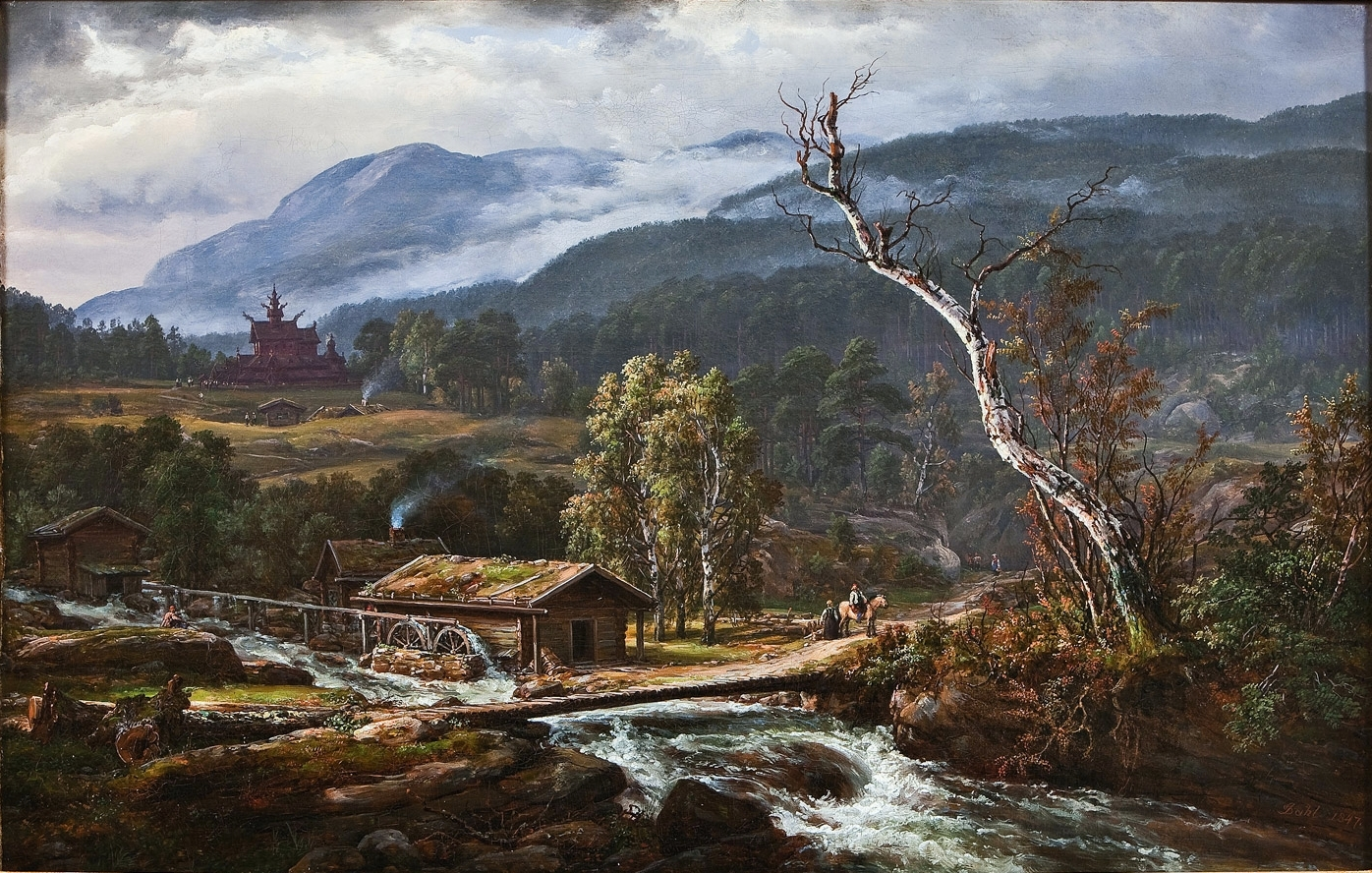
«Landskap ved Kaupanger med stavkirke» (Paesaggio a Kaupanger con chiesa a doghe) di Johan Christian Dahl, 1847
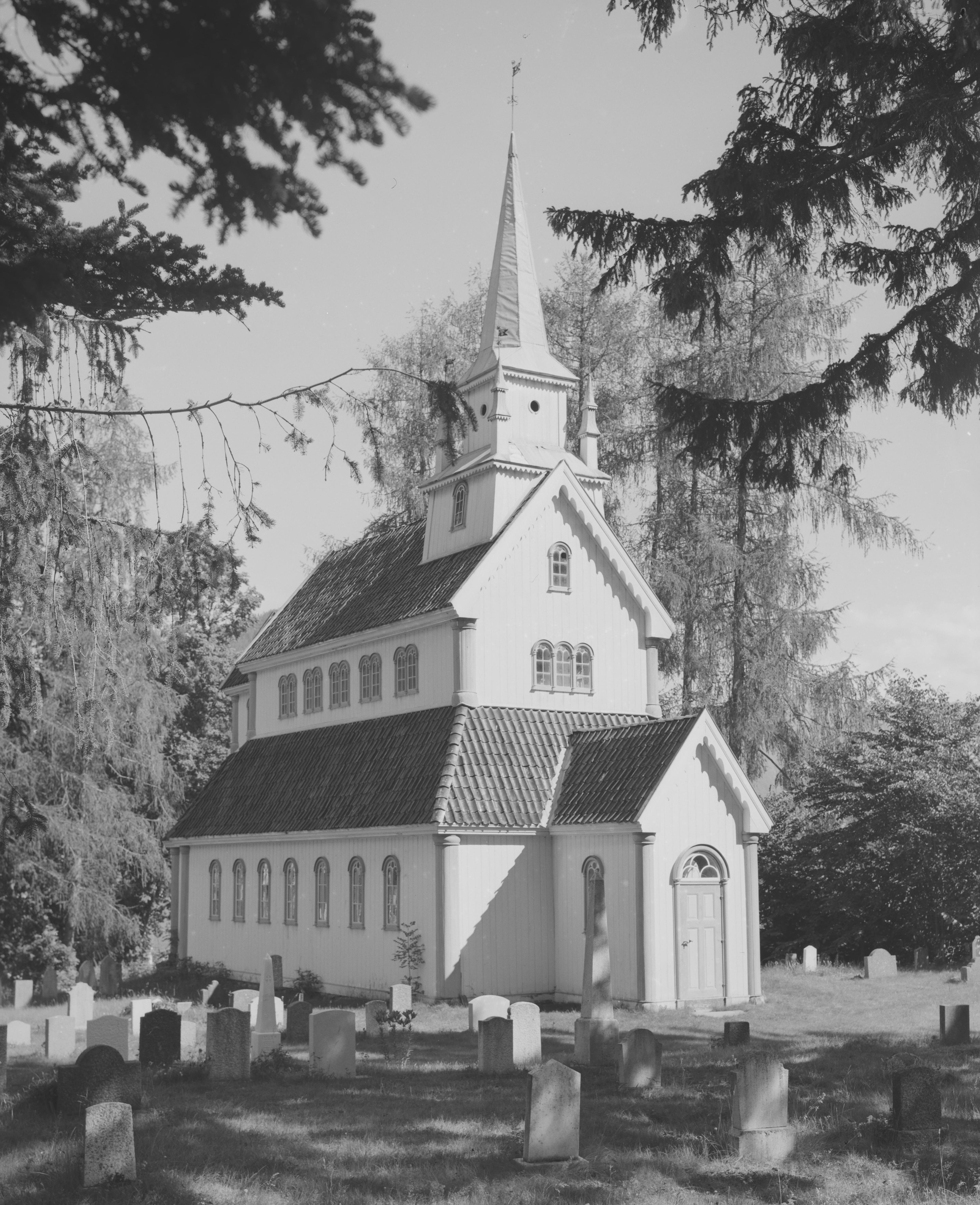
Esterno della chiesa tra il 1862 e il 1965